# Liga de Campeones de la UEFA 2011-12
La Liga de Campeones de la UEFA 2011-12 fue la 57.ª edición de la competición. Se disputó entre junio de 2011 y mayo de 2012.  
La final fue en el Allianz Arena de la ciudad de Múnich donde el Chelsea se proclamó campeón por primera vez en su historia, tras vencer en la final al Bayern Múnich en penales tras haber empatado 1-1 en el tiempo reglamentario, con gol de Thomas Müller en el minuto 82 para los germanos y un gol de cabeza en el minuto 88 de Didier Drogba para los blues. Arjen Robben falló un penal en la prórroga a favor del Bayern. Previamente, el equipo inglés había vencido al Napoli italiano en octavos de final, al Benfica en cuartos y al vigente campeón, el F. C. Barcelona en semifinales, donde Lionel Messi erró un penal que podría haber decantado la eliminatoria a favor del club azulgrana. 
Andrés Iniesta fue elegido mejor jugador del torneo.
En el mapa de Europa se observan los 32 clubes clasificados para la fase final de la competición, que se distribuyen en ocho grupos.

## Rondas previas

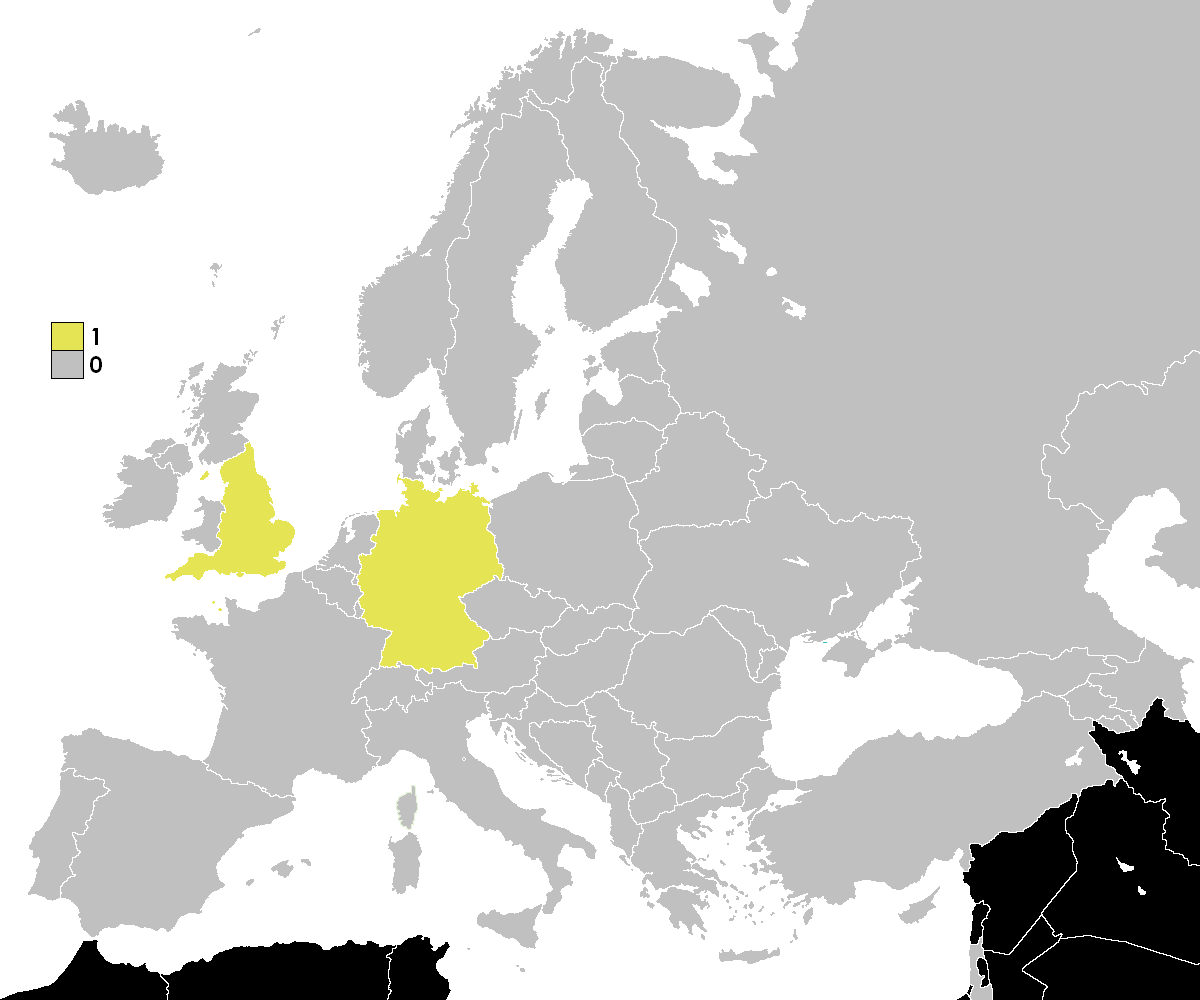
Número de Equipos por país, que clasificaron a la Final, en la edición 2011-12 de la Liga de Campeones de la UEFA

Un total de 76 equipos participaron en esta edición procedentes de un total de 52 federaciones afiliadas a la UEFA sin incluir la de Liechtenstein, la cual no tiene una competición de liga propia. De estos 76 equipos, 22 se clasificaron de forma directa. Los otros 54 disputaron diversas rondas previas hasta llegar a la fase de grupos.

### Primera ronda previa
Participaron los campeones de las 4 ligas con el coeficiente UEFA más bajo del año 2010. El sorteo tuvo lugar junto con el de las dos primeras rondas previas de la Liga Europa de la UEFA el 20 de junio de 2011; la ida de las eliminatorias se disputó el 28 y el 29 de junio, mientras que la vuelta se jugó el 5 y el 6 de julio.
| Equipo local ida | Resultado | Equipo visitante ida | Ida | Vuelta |
| ---------------- | --------- | -------------------- | --- | ------ |
| SP Tre Fiori     | 1:5       | Valletta FC          | 0:3 | 1:2    |
| FC Santa Coloma  | 0:4       | F91 Dudelange        | 0:2 | 0:2    |

### Segunda ronda previa
Participaron los 2 vencedores de la ronda anterior junto a los campeones de las ligas clasificadas entre las posiciones 17 y 49 (ambas inclusive) del ranking de coeficientes UEFA de 2010 (salvo la federación de Liechtenstein porque carece de una competición propia de liga). El mismo sorteo de la primera ronda previa sirvió para establecer las eliminatorias de la segunda. La ida se disputó el 12 y el 13 de julio, mientras que la vuelta se jugó el 19 y el 20 de julio.
Se destacó el partido de vuelta entre el HJK Helsinki de Finlandia y el Bangor City de Gales el cual el partido acabó 10-0 a favor del HJK Helsinki terminando con un global de 13-0 a favor.
| Equipo local ida     | Resultado | Equipo visitante ida | Ida | Vuelta |
| -------------------- | --------- | -------------------- | --- | ------ |
| Maccabi Haifa        | 7:4       | FK Borac Banja Luka  | 5:1 | 2:3    |
| FK Mogren            | 1:5       | Litex Lovech         | 1:2 | 0:3    |
| Maribor              | 5:1       | F91 Dudelange        | 2:0 | 3:1    |
| Skënderbeu Korçë     | 0:6       | APOEL Nicosia        | 0:2 | 0:4    |
| ŠK Slovan Bratislava | 3:1       | FC Tobol             | 2:0 | 1:1    |
| Sturm Graz           | 4:3       | Videoton             | 2:0 | 2:3    |
| Zestafoni            | 3:2       | FC Dacia Chişinău    | 3:0 | 0:2    |
| Dinamo Zagreb        | 3:0       | Neftchi Baku         | 3:0 | 0:0    |
| Pyunik               | 1:9       | Viktoria Plzeň       | 0:4 | 1:5    |
| Partizan de Belgrado | 5:0       | Škendija             | 4:0 | 1:0    |
| Valletta             | 2:4       | Ekranas              | 2:3 | 0:1    |
| Malmö                | 3:1       | HB Tórshavn          | 2:0 | 1:1    |
| Shamrock Rovers      | 1:0       | Flora Tallinn        | 1:0 | 0:0    |
| Rosenborg            | 5:2       | Breiðablik           | 5:0 | 0:2    |
| Bangor City          | 0:13      | HJK Helsinki         | 0:3 | 0:10   |
| Skonto               | 0:3       | Wisła Cracovia       | 0:1 | 0:2    |
| Linfield             | 1:3       | BATE Borisov         | 1:1 | 0:2    |

### Tercera ronda previa
El sorteo de la tercera ronda de clasificación se llevó a cabo el 15 de julio en Nyon. Los partidos de ida se disputaron el 26 y el 27 de julio, y los de vuelta tuvieron lugar el 2 y el 3 de agosto de 2011. Los perdedores de esta ronda jugaron la ronda de play-off de la UEFA Europa League.

#### Tercera ronda previa para campeones de liga
Participaron los 17 ganadores de la ronda anterior junto a los campeones de las ligas clasificadas entre las posiciones 13 y 15 (ambas inclusive) del ranking de coeficientes UEFA de 2010.
| Equipo local ida | Resultado | Equipo visitante ida | Ida | Vuelta |
| ---------------- | --------- | -------------------- | --- | ------ |
| Litex Lovech     | 2:5       | Wisla Cracovia       | 1:2 | 1:3    |
| Maccabi Haifa FC | 3:2       | NK Maribor           | 2:1 | 1:1    |
| HJK Helsinki     | 1:3       | NK Dinamo Zagreb     | 1:2 | 0:1    |
| FC APOEL Nicosia | 2:0       | ŠK Slovan Bratislava | 0:0 | 2:0    |
| FC Copenhague    | 3:0       | Shamrock Rovers FC   | 1:0 | 2:0    |
| KRC Genk         | 3:2       | FK Partizan          | 2:1 | 1:1    |
| Rosenborg BK     | 2:4       | FC Viktoria Plzeň    | 0:1 | 2:3    |
| FC Zestaponi     | 1:2       | SK Sturm Graz        | 1:1 | 0:1    |
| Glasgow Rangers  | 1:2       | Malmö FF             | 0:1 | 1:1    |
| FK Ekranas       | 1:3       | BATE Borisov         | 0:0 | 1:3    |

#### Tercera ronda previa para no campeones de liga
| Equipo local ida | Resultado | Equipo visitante ida | Ida | Vuelta |
| ---------------- | --------- | -------------------- | --- | ------ |
| Standard Lieja   | 1:2       | FC Zürich            | 1:1 | 0:1    |
| FC Twente        | 2:0       | FC Vaslui            | 2:0 | 0:0    |
| SL Benfica       | 3:1       | Trabzonspor          | 2:0 | 1:1    |
| Dinamo Kiev      | 1:4       | FC Rubin Kazán       | 0:2 | 1:2    |
| Odense BK        | 5:4       | Panathinaikos FC     | 1:1 | 4:3    |

### Cuarta ronda previa (Ronda de play-off)
El sorteo de la ronda de play-off se llevó a cabo el 5 de agosto en Nyon. Los partidos de ida se disputarán el 16 y el 17 de agosto, los de vuelta el 23 y el 24 de agosto de 2011. Los perdedores de esta ronda se instalaran en la fase de grupos de la UEFA Europa League.

#### Ronda de play-off para Campeones de Liga
Participaron los 10 vencedores de la ronda anterior de campeones de liga.
| Equipo local ida | Resultado   | Equipo visitante ida | Ida | Vuelta |
| ---------------- | ----------- | -------------------- | --- | ------ |
| Wisla Cracovia   | 2:3         | APOEL Nicosia        | 1:0 | 1:3    |
| Maccabi Haifa FC | 3:3 (1-4 p) | KRC Genk             | 2:1 | 1:2    |
| NK Dinamo Zagreb | 4:3         | Malmö FF             | 4:1 | 0:2    |
| FC Copenhague    | 2:5         | FC Viktoria Plzeň    | 1:3 | 1:2    |
| BATE Borisov     | 3:1         | SK Sturm Graz        | 1:1 | 2:0    |

#### Ronda de play-off para no Campeones de Liga
Participaron los 5 ganadores de la ronda anterior de no campeones de liga junto a 5 equipos de las 5 ligas con mejor coeficiente UEFA.
| Equipo local ida  | Resultado | Equipo visitante ida | Ida | Vuelta |
| ----------------- | --------- | -------------------- | --- | ------ |
| Odense BK         | 1:3       | Villarreal           | 1:0 | 0:3    |
| Twente            | 3:5       | Benfica              | 2:2 | 1:3    |
| Arsenal           | 3:1       | Udinese              | 1:0 | 2:1    |
| Bayern Múnich     | 3:0       | Zürich               | 2:0 | 1:0    |
| Olympique de Lyon | 4:2       | Rubin Kazán          | 3:1 | 1:1    |

## Fase de grupos
- Todos los encuentros se disputan a las 20:45 CET, excepto los celebrados en Rusia que se juegan a las 18:30 CET.
- El sorteo se realizó el 25 de agosto del 2011 en Monaco.
- Los siguientes equipos debutan en la fase final de la Liga de Campeones: Trabzonspor, Viktoria Plzeň y Oțelul Galați.
- El Trabzonspor ingresó a fase de grupos pese a haber quedado eliminado en la tercera ronda. La UEFA decidió que el Trabzonspor reemplace al campeón turco (Fenerbahce), por estar este implicado en arreglo de partidos.
- También debutan en la fase de grupos pero no en la máxima competición europea: Manchester City (disputó la Copa de Europa 1968-69) y Napoli (disputó las ediciones de 1987-88 y 1990-91).

|  | Equipos clasificados para los Octavos de final.                     |
|  | Equipos repescados para los 1/16 de final de la UEFA Europa League. |
|  | Equipos eliminados de toda competición europea.                     |

### Grupo A
| Equipo          | Pts. | PJ | PG | PE | PP | GF | GC | Dif |
| --------------- | ---- | -- | -- | -- | -- | -- | -- | --- |
| Bayern Múnich   | 13   | 6  | 4  | 1  | 1  | 11 | 6  | +5  |
| Napoli          | 11   | 6  | 3  | 2  | 1  | 10 | 6  | +4  |
| Manchester City | 10   | 6  | 3  | 1  | 2  | 9  | 6  | +3  |
| Villarreal      | 0    | 6  | 0  | 0  | 6  | 2  | 14 | -12 |

| Fecha            | Lugar                 | Local           | Resultado | Visitante       |
| ---------------- | --------------------- | --------------- | --------- | --------------- |
| 14 de septiembre | Ciudad de Mánchester  | Manchester City | 1:1       | Napoli          |
| 14 de septiembre | El Madrigal           | Villarreal      | 0:2       | Bayern Múnich   |
| 27 de septiembre | Fußball Arena München | Bayern Múnich   | 2:0       | Manchester City |
| 27 de septiembre | San Paolo             | Napoli          | 2:0       | Villarreal      |
| 18 de octubre    | San Paolo             | Napoli          | 1:1       | Bayern Múnich   |
| 18 de octubre    | Ciudad de Mánchester  | Manchester City | 2:1       | Villarreal      |
| 2 de noviembre   | Fußball Arena München | Bayern Múnich   | 3:2       | Napoli          |
| 2 de noviembre   | El Madrigal           | Villarreal      | 0:3       | Manchester City |
| 22 de noviembre  | San Paolo             | Napoli          | 2:1       | Manchester City |
| 22 de noviembre  | Fußball Arena München | Bayern Múnich   | 3:1       | Villarreal      |
| 7 de diciembre   | Ciudad de Mánchester  | Manchester City | 2:0       | Bayern Múnich   |
| 7 de diciembre   | El Madrigal           | Villarreal      | 0:2       | Napoli          |

### Grupo B
| Equipo         | Pts. | PJ | PG | PE | PP | GF | GC | Dif |
| -------------- | ---- | -- | -- | -- | -- | -- | -- | --- |
| Inter de Milán | 10   | 6  | 3  | 1  | 2  | 8  | 7  | +1  |
| CSKA Moscú     | 8    | 6  | 2  | 2  | 2  | 9  | 8  | +1  |
| Trabzonspor    | 7    | 6  | 1  | 4  | 1  | 3  | 5  | -2  |
| Lille          | 6    | 6  | 1  | 3  | 2  | 6  | 6  | 0   |

| Fecha            | Lugar             | Local          | Resultado | Visitante      |
| ---------------- | ----------------- | -------------- | --------- | -------------- |
| 14 de septiembre | Lille Metropole   | Lille          | 2:2       | CSKA Moscú     |
| 14 de septiembre | Giuseppe Meazza   | Inter de Milán | 0:1       | Trabzonspor    |
| 27 de septiembre | Olímpico Luzhniki | CSKA Moscú     | 2:3       | Inter de Milán |
| 27 de septiembre | H. Avni Aker      | Trabzonspor    | 1:1       | Lille          |
| 18 de octubre    | Olímpico Luzhniki | CSKA Moscú     | 3:0       | Trabzonspor    |
| 18 de octubre    | Lille Metropole   | Lille          | 0:1       | Inter de Milán |
| 2 de noviembre   | H. Avni Aker      | Trabzonspor    | 0:0       | CSKA Moscú     |
| 2 de noviembre   | Giuseppe Meazza   | Inter de Milán | 2:1       | Lille          |
| 22 de noviembre  | Olímpico Luzhniki | CSKA Moscú     | 0:2       | Lille          |
| 22 de noviembre  | H. Avni Aker      | Trabzonspor    | 1:1       | Inter de Milán |
| 7 de diciembre   | Lille Metropole   | Lille          | 0:0       | Trabzonspor    |
| 7 de diciembre   | Giuseppe Meazza   | Inter de Milán | 1:2       | CSKA Moscú     |

### Grupo C
| Equipo            | Pts. | PJ | PG | PE | PP | GF | GC | Dif |
| ----------------- | ---- | -- | -- | -- | -- | -- | -- | --- |
| Benfica           | 12   | 6  | 3  | 3  | 0  | 8  | 4  | +4  |
| Basilea           | 11   | 6  | 3  | 2  | 1  | 11 | 10 | +1  |
| Manchester United | 9    | 6  | 2  | 3  | 1  | 11 | 8  | +3  |
| Oțelul Galați     | 0    | 6  | 0  | 0  | 6  | 3  | 11 | -8  |

| Fecha            | Lugar              | Local             | Resultado | Visitante         |
| ---------------- | ------------------ | ----------------- | --------- | ----------------- |
| 14 de septiembre | St. Jakob Park     | Basilea           | 2:1       | Oțelul Galați     |
| 14 de septiembre | Estádio da Luz     | Benfica           | 1:1       | Manchester United |
| 27 de septiembre | Old Trafford       | Manchester United | 3:3       | Basilea           |
| 27 de septiembre | Stadionul Naţional | Oțelul Galați     | 0:1       | Benfica           |
| 18 de octubre    | Stadionul Naţional | Oțelul Galați     | 0:2       | Manchester United |
| 18 de octubre    | St. Jakob Park     | Basilea           | 0:2       | Benfica           |
| 2 de noviembre   | Old Trafford       | Manchester United | 2:0       | Oțelul Galați     |
| 2 de noviembre   | Estádio da Luz     | Benfica           | 1:1       | Basilea           |
| 22 de noviembre  | Stadionul Naţional | Oțelul Galați     | 2:3       | Basilea           |
| 22 de noviembre  | Old Trafford       | Manchester United | 2:2       | Benfica           |
| 7 de diciembre   | St. Jakob Park     | Basilea           | 2:1       | Manchester United |
| 7 de diciembre   | Estádio da Luz     | Benfica           | 1:0       | Oțelul Galați     |

### Grupo D
| Equipo            | Pts. | PJ | PG | PE | PP | GF | GC | Dif |
| ----------------- | ---- | -- | -- | -- | -- | -- | -- | --- |
| Real Madrid       | 18   | 6  | 6  | 0  | 0  | 19 | 2  | +17 |
| Olympique de Lyon | 8    | 6  | 2  | 2  | 2  | 9  | 7  | +2  |
| Ajax              | 8    | 6  | 2  | 2  | 2  | 6  | 6  | 0   |
| Dinamo Zagreb     | 0    | 6  | 0  | 0  | 6  | 3  | 22 | -19 |

| Fecha            | Lugar             | Local             | Resultado | Visitante         |
| ---------------- | ----------------- | ----------------- | --------- | ----------------- |
| 14 de septiembre | Estadio Maksimir  | Dinamo Zagreb     | 0:1       | Real Madrid       |
| 14 de septiembre | Ámsterdam Arena   | Ajax              | 0:0       | Olympique de Lyon |
| 27 de septiembre | Stade Gerland     | Olympique de Lyon | 2:0       | Dinamo Zagreb     |
| 27 de septiembre | Santiago Bernabéu | Real Madrid       | 3:0       | Ajax              |
| 18 de octubre    | Santiago Bernabéu | Real Madrid       | 4:0       | Olympique de Lyon |
| 18 de octubre    | Estadio Maksimir  | Dinamo Zagreb     | 0:2       | Ajax              |
| 2 de noviembre   | Stade Gerland     | Olympique de Lyon | 0:2       | Real Madrid       |
| 2 de noviembre   | Ámsterdam Arena   | Ajax              | 4:0       | Dinamo Zagreb     |
| 22 de noviembre  | Santiago Bernabéu | Real Madrid       | 6:2       | Dinamo Zagreb     |
| 22 de noviembre  | Stade Gerland     | Olympique de Lyon | 0:0       | Ajax              |
| 7 de diciembre   | Estadio Maksimir  | Dinamo Zagreb     | 1:7       | Olympique de Lyon |
| 7 de diciembre   | Ámsterdam Arena   | Ajax              | 0:3       | Real Madrid       |

### Grupo E
| Equipo           | Pts. | PJ | PG | PE | PP | GF | GC | Dif |
| ---------------- | ---- | -- | -- | -- | -- | -- | -- | --- |
| Chelsea          | 11   | 6  | 3  | 2  | 1  | 13 | 4  | +9  |
| Bayer Leverkusen | 10   | 6  | 3  | 1  | 2  | 8  | 8  | 0   |
| Valencia         | 8    | 6  | 2  | 2  | 2  | 12 | 7  | +5  |
| Genk             | 3    | 6  | 0  | 3  | 3  | 2  | 16 | -14 |

| Fecha            | Lugar           | Local            | Resultado | Visitante        |
| ---------------- | --------------- | ---------------- | --------- | ---------------- |
| 13 de septiembre | Stamford Bridge | Chelsea          | 2:0       | Bayer Leverkusen |
| 13 de septiembre | Fenix Stadion   | Genk             | 0:0       | Valencia         |
| 28 de septiembre | Mestalla        | Valencia         | 1:1       | Chelsea          |
| 28 de septiembre | BayArena        | Bayer Leverkusen | 2:0       | Genk             |
| 19 de octubre    | BayArena        | Bayer Leverkusen | 2:1       | Valencia         |
| 19 de octubre    | Stamford Bridge | Chelsea          | 5:0       | Genk             |
| 1 de noviembre   | Mestalla        | Valencia         | 3:1       | Bayer Leverkusen |
| 1 de noviembre   | Fenix Stadion   | Genk             | 1:1       | Chelsea          |
| 23 de noviembre  | BayArena        | Bayer Leverkusen | 2:1       | Chelsea          |
| 23 de noviembre  | Mestalla        | Valencia         | 7:0       | Genk             |
| 6 de diciembre   | Stamford Bridge | Chelsea          | 3:0       | Valencia         |
| 6 de diciembre   | Fenix Stadion   | Genk             | 1:1       | Bayer Leverkusen |

### Grupo F
| Equipo                | Pts. | PJ | PG | PE | PP | GF | GC | Dif |
| --------------------- | ---- | -- | -- | -- | -- | -- | -- | --- |
| Arsenal               | 11   | 6  | 3  | 2  | 1  | 7  | 6  | +1  |
| Olympique de Marsella | 10   | 6  | 3  | 1  | 2  | 7  | 4  | +3  |
| Olympiacos            | 9    | 6  | 3  | 0  | 3  | 8  | 6  | +2  |
| Borussia Dortmund     | 4    | 6  | 1  | 1  | 4  | 6  | 12 | -6  |

| Fecha            | Lugar                | Local                 | Resultado | Visitante             |
| ---------------- | -------------------- | --------------------- | --------- | --------------------- |
| 13 de septiembre | G. Karaiskakis       | Olympiacos            | 0:1       | Olympique de Marsella |
| 13 de septiembre | BVB Stadion Dortmund | Borussia Dortmund     | 1:1       | Arsenal               |
| 28 de septiembre | Arsenal Stadium      | Arsenal               | 2:1       | Olympiacos            |
| 28 de septiembre | Stade Vélodrome      | Olympique de Marsella | 3:0       | Borussia Dortmund     |
| 19 de octubre    | Stade Vélodrome      | Olympique de Marsella | 0:1       | Arsenal               |
| 19 de octubre    | G. Karaiskakis       | Olympiacos            | 3:1       | Borussia Dortmund     |
| 1 de noviembre   | Arsenal Stadium      | Arsenal               | 0:0       | Olympique de Marsella |
| 1 de noviembre   | BVB Stadion Dortmund | Borussia Dortmund     | 1:0       | Olympiacos            |
| 23 de noviembre  | Stade Vélodrome      | Olympique de Marsella | 0:1       | Olympiacos            |
| 23 de noviembre  | Arsenal Stadium      | Arsenal               | 2:1       | Borussia Dortmund     |
| 6 de diciembre   | G. Karaiskakis       | Olympiacos            | 3:1       | Arsenal               |
| 6 de diciembre   | BVB Stadion Dortmund | Borussia Dortmund     | 2:3       | Olympique de Marsella |

### Grupo G
| Equipo                | Pts. | PJ | PG | PE | PP | GF | GC | Dif |
| --------------------- | ---- | -- | -- | -- | -- | -- | -- | --- |
| APOEL Nicosia         | 9    | 6  | 2  | 3  | 1  | 6  | 6  | 0   |
| Zenit San Petersburgo | 9    | 6  | 2  | 3  | 1  | 7  | 5  | +2  |
| Porto                 | 8    | 6  | 2  | 2  | 2  | 7  | 7  | 0   |
| Shakhtar Donetsk      | 5    | 6  | 1  | 2  | 3  | 6  | 8  | -2  |

| Fecha            | Lugar             | Local                 | Resultado | Visitante             |
| ---------------- | ----------------- | --------------------- | --------- | --------------------- |
| 13 de septiembre | Estádio do Dragão | Porto                 | 2:1       | Shakhtar Donetsk      |
| 13 de septiembre | Estadio GSP       | APOEL Nicosia         | 2:1       | Zenit San Petersburgo |
| 28 de septiembre | Estadio Petrovsky | Zenit San Petersburgo | 3:1       | Porto                 |
| 28 de septiembre | Donbas Arena      | Shakhtar Donetsk      | 1:1       | APOEL Nicosia         |
| 19 de octubre    | Donbas Arena      | Shakhtar Donetsk      | 2:2       | Zenit San Petersburgo |
| 19 de octubre    | Estádio do Dragão | Porto                 | 1:1       | APOEL Nicosia         |
| 1 de noviembre   | Estadio Petrovsky | Zenit San Petersburgo | 1:0       | Shakhtar Donetsk      |
| 1 de noviembre   | Estadio GSP       | APOEL Nicosia         | 2:1       | Porto                 |
| 23 de noviembre  | Estadio Petrovsky | Zenit San Petersburgo | 0:0       | APOEL Nicosia         |
| 23 de noviembre  | Donbas Arena      | Shakhtar Donetsk      | 0:2       | Porto                 |
| 6 de diciembre   | Estádio do Dragão | Porto                 | 0:0       | Zenit San Petersburgo |
| 6 de diciembre   | Estadio GSP       | APOEL Nicosia         | 0:2       | Shakhtar Donetsk      |

### Grupo H
| Equipo         | Pts. | PJ | PG | PE | PP | GF | GC | Dif |
| -------------- | ---- | -- | -- | -- | -- | -- | -- | --- |
| Barcelona      | 16   | 6  | 5  | 1  | 0  | 20 | 4  | +16 |
| Milan          | 9    | 6  | 2  | 3  | 1  | 11 | 8  | +3  |
| Viktoria Plzeň | 5    | 6  | 1  | 2  | 3  | 4  | 11 | -7  |
| BATE Borisov   | 2    | 6  | 0  | 2  | 4  | 2  | 14 | -12 |

| Fecha            | Lugar           | Local          | Resultado | Visitante      |
| ---------------- | --------------- | -------------- | --------- | -------------- |
| 13 de septiembre | Camp Nou        | Barcelona      | 2:2       | Milan          |
| 13 de septiembre | Estadio Eden    | Viktoria Plzeň | 1:1       | BATE Borisov   |
| 28 de septiembre | Giuseppe Meazza | Milan          | 2:0       | Viktoria Plzeň |
| 28 de septiembre | Estadio Dinamo  | BATE Borisov   | 0:5       | Barcelona      |
| 19 de octubre    | Giuseppe Meazza | Milan          | 2:0       | BATE Borisov   |
| 19 de octubre    | Camp Nou        | Barcelona      | 2:0       | Viktoria Plzeň |
| 1 de noviembre   | Estadio Dinamo  | BATE Borisov   | 1:1       | Milan          |
| 1 de noviembre   | Estadio Eden    | Viktoria Plzeň | 0:4       | Barcelona      |
| 23 de noviembre  | Giuseppe Meazza | Milan          | 2:3       | Barcelona      |
| 23 de noviembre  | Estadio Dinamo  | BATE Borisov   | 0:1       | Viktoria Plzeň |
| 6 de diciembre   | Camp Nou        | Barcelona      | 4:0       | BATE Borisov   |
| 6 de diciembre   | Estadio Eden    | Viktoria Plzeň | 2:2       | Milan          |

## Segunda fase
La fase final de la competición se disputó en eliminatorias a doble partido, salvo la final, jugada a partido único. En estos encuentros rigió la regla del gol de visitante, que determina que el equipo que haya marcado más goles como visitante gana la eliminatoria si hay empate en la diferencia de goles. En caso de estar la eliminatoria empatada tras los 180 minutos de ambos partidos se disputará una prórroga de 30 minutos, y si ésta termina sin goles la eliminatoria se decidirá en una tanda de penaltis. El sorteo se realizó el 16 de diciembre del 2011.
|  | Octavos de final                                                    | Octavos de final                                                    | Octavos de final                                                    | Octavos de final                                                    | Octavos de final                                                    |   |       | Cuartos de final                                               | Cuartos de final                                               | Cuartos de final                                               | Cuartos de final                                               | Cuartos de final                                               |  |    | Semifinales                                                      | Semifinales                                                      | Semifinales                                                      | Semifinales                                                      | Semifinales                                                      |  |    | Final                                    | Final                                    | Final                                    |  |
|  | 14 al 22 de febrero de 2012 (ida) 6 al 14 de marzo de 2012 (vuelta) | 14 al 22 de febrero de 2012 (ida) 6 al 14 de marzo de 2012 (vuelta) | 14 al 22 de febrero de 2012 (ida) 6 al 14 de marzo de 2012 (vuelta) | 14 al 22 de febrero de 2012 (ida) 6 al 14 de marzo de 2012 (vuelta) | 14 al 22 de febrero de 2012 (ida) 6 al 14 de marzo de 2012 (vuelta) |   |       | 27 y 28 de marzo de 2012 (ida) 3 y 4 de abril de 2012 (vuelta) | 27 y 28 de marzo de 2012 (ida) 3 y 4 de abril de 2012 (vuelta) | 27 y 28 de marzo de 2012 (ida) 3 y 4 de abril de 2012 (vuelta) | 27 y 28 de marzo de 2012 (ida) 3 y 4 de abril de 2012 (vuelta) | 27 y 28 de marzo de 2012 (ida) 3 y 4 de abril de 2012 (vuelta) |  |    | 17 y 18 de abril de 2012 (ida) 24 y 25 de abril de 2012 (vuelta) | 17 y 18 de abril de 2012 (ida) 24 y 25 de abril de 2012 (vuelta) | 17 y 18 de abril de 2012 (ida) 24 y 25 de abril de 2012 (vuelta) | 17 y 18 de abril de 2012 (ida) 24 y 25 de abril de 2012 (vuelta) | 17 y 18 de abril de 2012 (ida) 24 y 25 de abril de 2012 (vuelta) |  |    | 19 de mayo de 2012 Allianz Arena, Múnich | 19 de mayo de 2012 Allianz Arena, Múnich | 19 de mayo de 2012 Allianz Arena, Múnich |  |
|  |                                                                     |                                                                     |                                                                     |                                                                     |                                                                     |   |       |                                                                |                                                                |                                                                |                                                                |                                                                |  |    |                                                                  |                                                                  |                                                                  |                                                                  |                                                                  |  |    |                                          |                                          |                                          |  |
|  |                                                                     |                                                                     |                                                                     |                                                                     |                                                                     |   |       |                                                                |                                                                |                                                                |                                                                |                                                                |  |    |                                                                  |                                                                  |                                                                  |                                                                  |                                                                  |  |    |                                          |                                          |                                          |  |
|  | 2F                                                                  | Olympique de Marsella (v.)                                          | 1                                                                   | 1                                                                   | 2                                                                   |   |       |                                                                |                                                                |                                                                |                                                                |                                                                |  |    |                                                                  |                                                                  |                                                                  |                                                                  |                                                                  |  |    |                                          |                                          |                                          |  |
|  | 2F                                                                  | Olympique de Marsella (v.)                                          | 1                                                                   | 1                                                                   | 2                                                                   |   |       |                                                                |                                                                |                                                                |                                                                |                                                                |  |    |                                                                  |                                                                  |                                                                  |                                                                  |                                                                  |  |    |                                          |                                          |                                          |  |
|  | 1B                                                                  | Inter de Milán                                                      | 0                                                                   | 2                                                                   | 2                                                                   |   |       |                                                                |                                                                |                                                                |                                                                |                                                                |  |    |                                                                  |                                                                  |                                                                  |                                                                  |                                                                  |  |    |                                          |                                          |                                          |  |
|  | 1B                                                                  | Inter de Milán                                                      | 0                                                                   | 2                                                                   | 2                                                                   |   | 2F    | Olympique de Marsella                                          | 0                                                              | 0                                                              | 0                                                              |                                                                |  |    |                                                                  |                                                                  |                                                                  |                                                                  |                                                                  |  |    |                                          |                                          |                                          |  |
|  |                                                                     |                                                                     |                                                                     |                                                                     |                                                                     |   | 2F    | Olympique de Marsella                                          | 0                                                              | 0                                                              | 0                                                              |                                                                |  |    |                                                                  |                                                                  |                                                                  |                                                                  |                                                                  |  |    |                                          |                                          |                                          |  |
|  |                                                                     |                                                                     | 1A                                                                  | Bayern Múnich                                                       | 2                                                                   | 2 | 4     |                                                                |                                                                |                                                                |                                                                |                                                                |  |    |                                                                  |                                                                  |                                                                  |                                                                  |                                                                  |  |    |                                          |                                          |                                          |  |
|  | 2C                                                                  | Basilea                                                             | 1A                                                                  | Bayern Múnich                                                       | 2                                                                   | 2 | 4     | 1                                                              | 0                                                              | 1                                                              |                                                                |                                                                |  |    |                                                                  |                                                                  |                                                                  |                                                                  |                                                                  |  |    |                                          |                                          |                                          |  |
|  | 2C                                                                  | Basilea                                                             |                                                                     |                                                                     |                                                                     |   |       |                                                                |                                                                | 1                                                              |                                                                |                                                                |  |    |                                                                  |                                                                  |                                                                  |                                                                  |                                                                  |  |    |                                          |                                          |                                          |  |
|  | 1A                                                                  | Bayern Múnich                                                       | 0                                                                   | 7                                                                   | 7                                                                   |   |       |                                                                |                                                                |                                                                |                                                                |                                                                |  |    |                                                                  |                                                                  |                                                                  |                                                                  |                                                                  |  |    |                                          |                                          |                                          |  |
|  | 1A                                                                  | Bayern Múnich                                                       | 0                                                                   | 7                                                                   | 7                                                                   |   |       |                                                                |                                                                |                                                                |                                                                |                                                                |  | 1A | Bayern Múnich (p.)                                               | 2                                                                | 1                                                                | 3 (3)                                                            |                                                                  |  |    |                                          |                                          |                                          |  |
|  |                                                                     |                                                                     |                                                                     |                                                                     |                                                                     |   |       |                                                                |                                                                |                                                                |                                                                |                                                                |  | 1A | Bayern Múnich (p.)                                               | 2                                                                | 1                                                                | 3 (3)                                                            |                                                                  |  |    |                                          |                                          |                                          |  |
|  |                                                                     |                                                                     | 1D                                                                  | Real Madrid                                                         | 1                                                                   | 2 | 3 (1) |                                                                |                                                                |                                                                |                                                                |                                                                |  |    |                                                                  |                                                                  |                                                                  |                                                                  |                                                                  |  |    |                                          |                                          |                                          |  |
|  | 2D                                                                  | Olympique de Lyon                                                   | 1D                                                                  | Real Madrid                                                         | 1                                                                   | 2 | 3 (1) | 1                                                              | 0                                                              | 1 (3)                                                          |                                                                |                                                                |  |    |                                                                  |                                                                  |                                                                  |                                                                  |                                                                  |  |    |                                          |                                          |                                          |  |
|  | 2D                                                                  | Olympique de Lyon                                                   |                                                                     |                                                                     |                                                                     |   |       |                                                                |                                                                | 1 (3)                                                          |                                                                |                                                                |  |    |                                                                  |                                                                  |                                                                  |                                                                  |                                                                  |  |    |                                          |                                          |                                          |  |
|  | 1G                                                                  | APOEL Nicosia (p.)                                                  | 0                                                                   | 1                                                                   | 1 (4)                                                               |   |       |                                                                |                                                                |                                                                |                                                                |                                                                |  |    |                                                                  |                                                                  |                                                                  |                                                                  |                                                                  |  |    |                                          |                                          |                                          |  |
|  | 1G                                                                  | APOEL Nicosia (p.)                                                  | 0                                                                   | 1                                                                   | 1 (4)                                                               |   | 1G    | APOEL Nicosia                                                  | 0                                                              | 2                                                              | 2                                                              |                                                                |  |    |                                                                  |                                                                  |                                                                  |                                                                  |                                                                  |  |    |                                          |                                          |                                          |  |
|  |                                                                     |                                                                     |                                                                     |                                                                     |                                                                     |   | 1G    | APOEL Nicosia                                                  | 0                                                              | 2                                                              | 2                                                              |                                                                |  |    |                                                                  |                                                                  |                                                                  |                                                                  |                                                                  |  |    |                                          |                                          |                                          |  |
|  |                                                                     |                                                                     | 1D                                                                  | Real Madrid                                                         | 3                                                                   | 5 | 8     |                                                                |                                                                |                                                                |                                                                |                                                                |  |    |                                                                  |                                                                  |                                                                  |                                                                  |                                                                  |  |    |                                          |                                          |                                          |  |
|  | 2B                                                                  | CSKA Moscú                                                          | 1D                                                                  | Real Madrid                                                         | 3                                                                   | 5 | 8     | 1                                                              | 1                                                              | 2                                                              |                                                                |                                                                |  |    |                                                                  |                                                                  |                                                                  |                                                                  |                                                                  |  |    |                                          |                                          |                                          |  |
|  | 2B                                                                  | CSKA Moscú                                                          |                                                                     |                                                                     |                                                                     |   |       |                                                                |                                                                | 2                                                              |                                                                |                                                                |  |    |                                                                  |                                                                  |                                                                  |                                                                  |                                                                  |  |    |                                          |                                          |                                          |  |
|  | 1D                                                                  | Real Madrid                                                         | 1                                                                   | 4                                                                   | 5                                                                   |   |       |                                                                |                                                                |                                                                |                                                                |                                                                |  |    |                                                                  |                                                                  |                                                                  |                                                                  |                                                                  |  |    |                                          |                                          |                                          |  |
|  | 1D                                                                  | Real Madrid                                                         | 1                                                                   | 4                                                                   | 5                                                                   |   |       |                                                                |                                                                |                                                                |                                                                |                                                                |  |    |                                                                  |                                                                  |                                                                  |                                                                  |                                                                  |  | 1A | Bayern Múnich                            | 1 (3)                                    |                                          |  |
|  |                                                                     |                                                                     |                                                                     |                                                                     |                                                                     |   |       |                                                                |                                                                |                                                                |                                                                |                                                                |  |    |                                                                  |                                                                  |                                                                  |                                                                  |                                                                  |  | 1A | Bayern Múnich                            | 1 (3)                                    |                                          |  |
|  |                                                                     |                                                                     | 1E                                                                  | Chelsea (p.)                                                        | 1 (4)                                                               |   |       |                                                                |                                                                |                                                                |                                                                |                                                                |  |    |                                                                  |                                                                  |                                                                  |                                                                  |                                                                  |  |    |                                          |                                          |                                          |  |
|  | 2G                                                                  | Zenit San Petersburgo                                               | 1E                                                                  | Chelsea (p.)                                                        | 1 (4)                                                               | 3 | 0     | 3                                                              |                                                                |                                                                |                                                                |                                                                |  |    |                                                                  |                                                                  |                                                                  |                                                                  |                                                                  |  |    |                                          |                                          |                                          |  |
|  | 2G                                                                  | Zenit San Petersburgo                                               |                                                                     |                                                                     |                                                                     |   |       |                                                                |                                                                |                                                                |                                                                |                                                                |  |    |                                                                  |                                                                  |                                                                  |                                                                  |                                                                  |  |    |                                          |                                          |                                          |  |
|  | 1C                                                                  | Benfica                                                             | 2                                                                   | 2                                                                   | 4                                                                   |   |       |                                                                |                                                                |                                                                |                                                                |                                                                |  |    |                                                                  |                                                                  |                                                                  |                                                                  |                                                                  |  |    |                                          |                                          |                                          |  |
|  | 1C                                                                  | Benfica                                                             | 2                                                                   | 2                                                                   | 4                                                                   |   | 1C    | Benfica                                                        | 0                                                              | 1                                                              | 1                                                              |                                                                |  |    |                                                                  |                                                                  |                                                                  |                                                                  |                                                                  |  |    |                                          |                                          |                                          |  |
|  |                                                                     |                                                                     |                                                                     |                                                                     |                                                                     |   | 1C    | Benfica                                                        | 0                                                              | 1                                                              | 1                                                              |                                                                |  |    |                                                                  |                                                                  |                                                                  |                                                                  |                                                                  |  |    |                                          |                                          |                                          |  |
|  |                                                                     |                                                                     | 1E                                                                  | Chelsea                                                             | 1                                                                   | 2 | 3     |                                                                |                                                                |                                                                |                                                                |                                                                |  |    |                                                                  |                                                                  |                                                                  |                                                                  |                                                                  |  |    |                                          |                                          |                                          |  |
|  | 2A                                                                  | Napoli                                                              | 1E                                                                  | Chelsea                                                             | 1                                                                   | 2 | 3     | 3                                                              | 1                                                              | 4                                                              |                                                                |                                                                |  |    |                                                                  |                                                                  |                                                                  |                                                                  |                                                                  |  |    |                                          |                                          |                                          |  |
|  | 2A                                                                  | Napoli                                                              |                                                                     |                                                                     |                                                                     |   |       |                                                                |                                                                | 4                                                              |                                                                |                                                                |  |    |                                                                  |                                                                  |                                                                  |                                                                  |                                                                  |  |    |                                          |                                          |                                          |  |
|  | 1E                                                                  | Chelsea (t.s.)                                                      | 1                                                                   | 4                                                                   | 5                                                                   |   |       |                                                                |                                                                |                                                                |                                                                |                                                                |  |    |                                                                  |                                                                  |                                                                  |                                                                  |                                                                  |  |    |                                          |                                          |                                          |  |
|  | 1E                                                                  | Chelsea (t.s.)                                                      | 1                                                                   | 4                                                                   | 5                                                                   |   |       |                                                                |                                                                |                                                                |                                                                |                                                                |  | 1E | Chelsea                                                          | 1                                                                | 2                                                                | 3                                                                |                                                                  |  |    |                                          |                                          |                                          |  |
|  |                                                                     |                                                                     |                                                                     |                                                                     |                                                                     |   |       |                                                                |                                                                |                                                                |                                                                |                                                                |  | 1E | Chelsea                                                          | 1                                                                | 2                                                                | 3                                                                |                                                                  |  |    |                                          |                                          |                                          |  |
|  |                                                                     |                                                                     | 1H                                                                  | Barcelona                                                           | 0                                                                   | 2 | 2     |                                                                |                                                                |                                                                |                                                                |                                                                |  |    |                                                                  |                                                                  |                                                                  |                                                                  |                                                                  |  |    |                                          |                                          |                                          |  |
|  | 2H                                                                  | Milan                                                               | 1H                                                                  | Barcelona                                                           | 0                                                                   | 2 | 2     | 4                                                              | 0                                                              | 4                                                              |                                                                |                                                                |  |    |                                                                  |                                                                  |                                                                  |                                                                  |                                                                  |  |    |                                          |                                          |                                          |  |
|  | 2H                                                                  | Milan                                                               |                                                                     |                                                                     |                                                                     |   |       |                                                                |                                                                | 4                                                              |                                                                |                                                                |  |    |                                                                  |                                                                  |                                                                  |                                                                  |                                                                  |  |    |                                          |                                          |                                          |  |
|  | 1F                                                                  | Arsenal                                                             | 0                                                                   | 3                                                                   | 3                                                                   |   |       |                                                                |                                                                |                                                                |                                                                |                                                                |  |    |                                                                  |                                                                  |                                                                  |                                                                  |                                                                  |  |    |                                          |                                          |                                          |  |
|  | 1F                                                                  | Arsenal                                                             | 0                                                                   | 3                                                                   | 3                                                                   |   | 2H    | Milan                                                          | 0                                                              | 1                                                              | 1                                                              |                                                                |  |    |                                                                  |                                                                  |                                                                  |                                                                  |                                                                  |  |    |                                          |                                          |                                          |  |
|  |                                                                     |                                                                     |                                                                     |                                                                     |                                                                     |   | 2H    | Milan                                                          | 0                                                              | 1                                                              | 1                                                              |                                                                |  |    |                                                                  |                                                                  |                                                                  |                                                                  |                                                                  |  |    |                                          |                                          |                                          |  |
|  |                                                                     |                                                                     | 1H                                                                  | Barcelona                                                           | 0                                                                   | 3 | 3     |                                                                |                                                                |                                                                |                                                                |                                                                |  |    |                                                                  |                                                                  |                                                                  |                                                                  |                                                                  |  |    |                                          |                                          |                                          |  |
|  | 2E                                                                  | Bayer Leverkusen                                                    | 1H                                                                  | Barcelona                                                           | 0                                                                   | 3 | 3     | 1                                                              | 1                                                              | 2                                                              |                                                                |                                                                |  |    |                                                                  |                                                                  |                                                                  |                                                                  |                                                                  |  |    |                                          |                                          |                                          |  |
|  | 2E                                                                  | Bayer Leverkusen                                                    |                                                                     |                                                                     |                                                                     |   |       |                                                                |                                                                | 2                                                              |                                                                |                                                                |  |    |                                                                  |                                                                  |                                                                  |                                                                  |                                                                  |  |    |                                          |                                          |                                          |  |
|  | 1H                                                                  | Barcelona                                                           | 3                                                                   | 7                                                                   | 10                                                                  |   |       |                                                                |                                                                |                                                                |                                                                |                                                                |  |    |                                                                  |                                                                  |                                                                  |                                                                  |                                                                  |  |    |                                          |                                          |                                          |  |
|  | 1H                                                                  | Barcelona                                                           | 3                                                                   | 7                                                                   | 10                                                                  |   |       |                                                                |                                                                |                                                                |                                                                |                                                                |  |    |                                                                  |                                                                  |                                                                  |                                                                  |                                                                  |  |    |                                          |                                          |                                          |  |
|  |                                                                     |                                                                     |                                                                     |                                                                     |                                                                     |   |       |                                                                |                                                                |                                                                |                                                                |                                                                |  |    |                                                                  |                                                                  |                                                                  |                                                                  |                                                                  |  |    |                                          |                                          |                                          |  |

### Octavos de final
| 22 de febrero de 2012 | Olympique de Marsella | 1:0 (0:0) | Inter de Milán | Stade Vélodrome, Marsella                                |                                                          |
|                       | Ayew 90+3'            | Reporte   |                | Asistencia: 37.646 espectadores Árbitro(s): Cüneyt Çakır | Asistencia: 37.646 espectadores Árbitro(s): Cüneyt Çakır |

| 13 de marzo de 2012 20:45 (CET) | Inter de Milán             | 2:1 (0:0) | Olympique de Marsella | Estadio Giuseppe Meazza, Milán                            |                                                           |
|                                 | Milito 75' · Pazzini 90+6' | Reporte   | Brandão 90+2'         | Asistencia: 62.632 espectadores Árbitro(s): Pedro Proença | Asistencia: 62.632 espectadores Árbitro(s): Pedro Proença |

| 22 de febrero de 2012 | Basilea     | 1:0 (0:0) | Bayern Múnich | St. Jakob Park, Basilea                                    |                                                            |
|                       | Stocker 85' | Reporte   |               | Asistencia: 36.000 espectadores Árbitro(s): Nicola Rizzoli | Asistencia: 36.000 espectadores Árbitro(s): Nicola Rizzoli |

| 13 de marzo de 2012 20:45 (CET) | Bayern Múnich                                       | 7:0 (3:0) | Basilea | Fußball Arena München, Múnich                                |                                                              |
|                                 | Robben 11' 81' · Müller 42' · Gómez 44' 50' 61' 67' | Reporte   |         | Asistencia: 66.000 espectadores Árbitro(s): Mark Clattenburg | Asistencia: 66.000 espectadores Árbitro(s): Mark Clattenburg |

| 14 de febrero de 2012 | Olympique de Lyon | 1:0 (0:0) | APOEL Nicosia | Estadio Gerland, Lyon                                         |                                                               |
|                       | Lacazette 58'     | Reporte   |               | Asistencia: 32.010 espectadores Árbitro(s): Paolo Tagliavento | Asistencia: 32.010 espectadores Árbitro(s): Paolo Tagliavento |

| 7 de marzo de 2012 20:45 (CET) | APOEL Nicosia                                  | 1:0 (1:0, 1:0) (4 – 3 p.)  | Olympique de Lyon                                 | Estadio GSP, Nicosia                                                 |                                                                      |
|                                | Manduca 9'                                     | Reporte                    |                                                   | Asistencia: 22.701 espectadores Árbitro(s): Alberto Undiano Mallenco | Asistencia: 22.701 espectadores Árbitro(s): Alberto Undiano Mallenco |
|                                |                                                | Tiros desde el punto penal |                                                   |                                                                      |                                                                      |
|                                | Aílton · Nuno Morais · Alexandrou · Tričkovski |                            | Källström · Lisandro · Gomis · Lacazette · Bastos |                                                                      |                                                                      |

| 21 de febrero de 2012 | CSKA Moscú      | 1:1 (0:1) | Real Madrid           | Estadio Luzhnikí, Moscú                                   |                                                           |
|                       | Wernbloom 90+3' | Reporte   | Cristiano Ronaldo 28' | Asistencia: 70.000 espectadores Árbitro(s): Björn Kuipers | Asistencia: 70.000 espectadores Árbitro(s): Björn Kuipers |

| 14 de marzo de 2012 20:45 (CET) | Real Madrid                                             | 4:1 (1:0) | CSKA Moscú | Santiago Bernabéu, Madrid                                   |                                                             |
|                                 | Higuaín 26' · Cristiano Ronaldo 55' 90+4' · Benzema 70' | Reporte   | Tošić 77'  | Asistencia: 67.743 espectadores Árbitro(s): Stéphane Lannoy | Asistencia: 67.743 espectadores Árbitro(s): Stéphane Lannoy |

| 15 de febrero de 2012 | Zenit San Petersburgo        | 3:2 (1:1) | Benfica                   | Estadio Petrovsky, San Petersburgo                         |                                                            |
|                       | Shirókov 27' 88' · Semak 71' | Reporte   | Pereira 20' · Cardozo 87' | Asistencia: 18.200 espectadores Árbitro(s): Jonas Eriksson | Asistencia: 18.200 espectadores Árbitro(s): Jonas Eriksson |

| 6 de marzo de 2012 | Benfica                        | 2:0 (1:0) | Zenit San Petersburgo | Estádio da Luz, Lisboa                                  |                                                         |
|                    | Pereira 45+1' · Oliveira 90+3' | Reporte   |                       | Asistencia: 48.909 espectadores Árbitro(s): Howard Webb | Asistencia: 48.909 espectadores Árbitro(s): Howard Webb |

| 21 de febrero de 2012 | Napoli                         | 3:1 (2:1) | Chelsea  | Estadio San Paolo, Nápoles                                          |                                                                     |
|                       | Lavezzi 39' 65' · Cavani 45+2' | Reporte   | Mata 27' | Asistencia: 52.495 espectadores Árbitro(s): Carlos Velasco Carballo | Asistencia: 52.495 espectadores Árbitro(s): Carlos Velasco Carballo |

| 14 de marzo de 2012 20:45 (CET) | Chelsea                                              | 4:1 (1:0, 3:1) | Napoli    | Stamford Bridge, Londres                                |                                                         |
|                                 | Drogba 28' · Terry 47' · Lampard 75' · Ivanović 105' | Reporte        | İnler 55' | Asistencia: 37.784 espectadores Árbitro(s): Felix Brych | Asistencia: 37.784 espectadores Árbitro(s): Felix Brych |

| 15 de febrero de 2012 | Milan                                           | 4:0 (2:0) | Arsenal | Estadio Giuseppe Meazza, Milán                            |                                                           |
|                       | Boateng 15' · Robinho 38' 49' · Ibrahimović 79' | Reporte   |         | Asistencia: 64.462 espectadores Árbitro(s): Viktor Kassai | Asistencia: 64.462 espectadores Árbitro(s): Viktor Kassai |

| 6 de marzo de 2012 | Arsenal                                     | 3:0 (3:0) | Milan | Arsenal Stadium, Londres                                  |                                                           |
|                    | Koscielny 7' · Rosický 26' · van Persie 43' | Reporte   |       | Asistencia: 59.973 espectadores Árbitro(s): Damir Skomina | Asistencia: 59.973 espectadores Árbitro(s): Damir Skomina |

| 14 de febrero de 2012 | Bayer Leverkusen | 1:3 (0:1) | Barcelona                   | BayArena, Leverkusen                                      |                                                           |
|                       | Kadlec 52'       | Reporte   | Sánchez 41' 55' · Messi 88' | Asistencia: 29.412 espectadores Árbitro(s): Craig Thomson | Asistencia: 29.412 espectadores Árbitro(s): Craig Thomson |

| 7 de marzo de 2012 20:45 (CET) | Barcelona                                 | 7:1 (2:0) | Bayer Leverkusen | Camp Nou, Barcelona                                           |                                                               |
|                                | Messi 25' 42' 49' 58' 84' · Tello 55' 62' | Reporte   | Bellarabi 90+1'  | Asistencia: 75.632 espectadores Árbitro(s): Svein Oddvar Moen | Asistencia: 75.632 espectadores Árbitro(s): Svein Oddvar Moen |

### Cuartos de final
El 16 de marzo se realizó el sorteo, en el que participaron los ocho vencedores de los octavos de final.
| 28 de marzo de 2012 20:45 (CET) | Olympique de Marsella | 0:2 (0:1) | Bayern Múnich          | Vélodrome, Marseille                                                |                                                                     |
|                                 |                       | Reporte   | Gómez 44' · Robben 69' | Asistencia: 31.683 espectadores Árbitro(s): Carlos Velasco Carballo | Asistencia: 31.683 espectadores Árbitro(s): Carlos Velasco Carballo |

| 3 de abril de 2012 20:45 (CET) | Bayern Múnich | 2:0 (2:0) | Olympique de Marsella | Allianz Arena, Múnich                                         |                                                               |
|                                | Olić 13' 37'  | Reporte   |                       | Asistencia: 66.000 espectadores Árbitro(s): Svein Oddvar Moen | Asistencia: 66.000 espectadores Árbitro(s): Svein Oddvar Moen |

| 27 de marzo de 2012 20:45 (CET) | APOEL Nicosia | 0:3 (0:0) | Real Madrid                | Estadio GSP, Nicosia                                    |                                                         |
|                                 |               | Reporte   | Benzema 74' 90' · Kaká 82' | Asistencia: 22.385 espectadores Árbitro(s): Felix Brych | Asistencia: 22.385 espectadores Árbitro(s): Felix Brych |

| 4 de abril de 2012 20:45 (CET) | Real Madrid                                                        | 5:2 (2:0) | APOEL Nicosia            | Santiago Bernabéu, Madrid                                   |                                                             |
|                                | Cristiano Ronaldo 26' 75' · Kaká 36' · Callejón 80' · Di María 84' | Reporte   | Manduca 65' · Solari 82' | Asistencia: 54.627 espectadores Árbitro(s): Gianluca Rocchi | Asistencia: 54.627 espectadores Árbitro(s): Gianluca Rocchi |

| 27 de marzo de 2012 20:45 (CET) | Benfica | 0:1 (0:0) | Chelsea   | Estádio da Luz, Lisboa                                        |                                                               |
|                                 |         | Reporte   | Kalou 75' | Asistencia: 60.830 espectadores Árbitro(s): Paolo Tagliavento | Asistencia: 60.830 espectadores Árbitro(s): Paolo Tagliavento |

| 4 de abril de 2012 20:45 (CET) | Chelsea                      | 2:1 (1:0) | Benfica    | Stamford Bridge, Londres                                  |                                                           |
|                                | Lampard 21' · Meireles 90+2' | Reporte   | García 85' | Asistencia: 37.264 espectadores Árbitro(s): Damir Skomina | Asistencia: 37.264 espectadores Árbitro(s): Damir Skomina |

| 28 de marzo de 2012 20:45 (CET) | Milan | 0:0     | Barcelona | Estadio Giuseppe Meazza, Milán                             |                                                            |
|                                 |       | Reporte |           | Asistencia: 76.169 espectadores Árbitro(s): Jonas Eriksson | Asistencia: 76.169 espectadores Árbitro(s): Jonas Eriksson |

| 3 de abril de 2012 20:45 (CET) | Barcelona                   | 3:1 (2:1) | Milan        | Camp Nou, Barcelona                                       |                                                           |
|                                | Messi 11' 43' · Iniesta 53' | Reporte   | Nocerino 32' | Asistencia: 94.629 espectadores Árbitro(s): Björn Kuipers | Asistencia: 94.629 espectadores Árbitro(s): Björn Kuipers |

### Semifinales
| 17 de abril de 2012 20:45 (CET) | Bayern Múnich          | 2:1 (1:0) | Real Madrid | Allianz Arena, Múnich                                   |                                                         |
|                                 | Ribéry 17' · Gómez 90' | Reporte   | Özil 53'    | Asistencia: 66.000 espectadores Árbitro(s): Howard Webb | Asistencia: 66.000 espectadores Árbitro(s): Howard Webb |

| 25 de abril de 2012 20:45 (CET) | Real Madrid                                    | 2:1 (2:1) (2:1) (1 – 3 p.) | Bayern Múnich                                 | Santiago Bernabéu, Madrid                                 |                                                           |
|                                 | Cristiano Ronaldo 6' 14'                       | Reporte                    | Robben 27'                                    | Asistencia: 71.654 espectadores Árbitro(s): Viktor Kassai | Asistencia: 71.654 espectadores Árbitro(s): Viktor Kassai |
|                                 |                                                | Tiros desde el punto penal |                                               |                                                           |                                                           |
|                                 | Cristiano Ronaldo · Kaká · Xabi Alonso · Ramos |                            | Alaba · Gómez · Kroos · Lahm · Schweinsteiger |                                                           |                                                           |

| 18 de abril de 2012 20:45 (CET) | Chelsea      | 1:0 (1:0) | Barcelona | Stamford Bridge, Londres                                |                                                         |
|                                 | Drogba 45+2' | Reporte   |           | Asistencia: 38.039 espectadores Árbitro(s): Felix Brych | Asistencia: 38.039 espectadores Árbitro(s): Felix Brych |

| 24 de abril de 2012 20:45 (CET) | Barcelona                  | 2:2 (2:1) | Chelsea                      | Camp Nou, Barcelona                                      |                                                          |
|                                 | Busquets 35' · Iniesta 43' | Reporte   | Ramires 45+1' · Torres 90+1' | Asistencia: 95.845 espectadores Árbitro(s): Cüneyt Çakır | Asistencia: 95.845 espectadores Árbitro(s): Cüneyt Çakır |

### Final
Fue el último partido de la 57.ª temporada de la Liga de Campeones de la UEFA, y la 20.ª desde que es denominada Liga de Campeones (en 1992). El partido se jugó el 19 de mayo de 2012 en el Estadio Allianz Arena en Múnich, Alemania. Los dos finalistas fueron el Chelsea y el Bayern Múnich quien jugaba en su estadio esta final. El encuentro terminó con un empate 1 a 1, por lo cual el campeón se decidió desde la tanda de penales, consagrando campeón por primera vez en su historia al Chelsea y convirtiéndose en el primer y único equipo de Londres en coronarse campeón.
| 1          | POR        | Manuel Neuer           |     |
| 17         | DEF        | Jérôme Boateng         |     |
| 44         | DEF        | Anatoliy Tymoshchuk    |     |
| 21         | DEF        | Philipp Lahm           |     |
| 26         | DEF        | Diego Contento         |     |
| 39         | MED        | Toni Kroos             |     |
| 31         | MED        | Bastian Schweinsteiger |     |
| 10         | MED        | Arjen Robben           |     |
| 7          | MED        | Franck Ribéry          | 97' |
| 25         | DEL        | Thomas Müller          | 87' |
| 33         | DEL        | Mario Gómez            |     |
| Entrenador | Entrenador | Jupp Heynckes          |     |

| 1          | POR        | Petr Čech         |     |
| 4          | DEF        | David Luiz        |     |
| 24         | DEF        | Gary Cahill       |     |
| 3          | DEF        | Ashley Cole       |     |
| 17         | DEF        | José Bosingwa     |     |
| 12         | MED        | John Obi Mikel    |     |
| 8          | MED        | Frank Lampard     |     |
| 21         | MED        | Salomon Kalou     | 84' |
| 34         | MED        | Ryan Bertrand     | 73' |
| 10         | MED        | Juan Mata         |     |
| 11         | DEL        | Didier Drogba     |     |
| Entrenador | Entrenador | Roberto Di Matteo |     |

| 5  | MED | Daniel van Buyten | 87' |
| 10 | DEL | Ivica Olić        | 97' |

| 15 | MED | Florent Malouda | 73' |
| 9  | DEL | Fernando Torres | 84' |

| Anotado | 83' | Thomas Müller | 1-0 |

| Anotado | 88' | Didier Drogba | 1-1 |

| Philipp Lahm           | Acierto de penal        | 1:0 |                         |               |
|                        |                         | 1:0 | Fallo de penal (Parado) | Juan Mata     |
| Mario Gómez            | Acierto de penal        | 2:0 |                         |               |
|                        |                         | 2:1 | Acierto de penal        | David Luiz    |
| Manuel Neuer           | Acierto de penal        | 3:1 |                         |               |
|                        |                         | 3:2 | Acierto de penal        | Frank Lampard |
| Ivica Olić             | Fallo de penal (Parado) | 3:2 |                         |               |
|                        |                         | 3:3 | Acierto de penal        | Ashley Cole   |
| Bastian Schweinsteiger | Fallo de penal (poste)  | 3:3 |                         |               |
|                        |                         | 3:4 | Acierto de penal        | Didier Drogba |

| Amonestado | 2' | Bastian Schweinsteiger |

| Amonestado | 82'  | Ashley Cole     |
| Amonestado | 85'  | David Luiz      |
| Amonestado | 93'  | Didier Drogba   |
| Amonestado | 120' | Fernando Torres |

| Árbitro:             | Pedro Proença           |
| Árbitros asistentes: | Bertino Miranda         |
| Árbitros asistentes: | Ricardo Santos          |
| Cuarto árbitro:      | Carlos Velasco Carballo |
| Reporte              |                         |

| 1          | POR        | Manuel Neuer           |     |
| 17         | DEF        | Jérôme Boateng         |     |
| 44         | DEF        | Anatoliy Tymoshchuk    |     |
| 21         | DEF        | Philipp Lahm           |     |
| 26         | DEF        | Diego Contento         |     |
| 39         | MED        | Toni Kroos             |     |
| 31         | MED        | Bastian Schweinsteiger |     |
| 10         | MED        | Arjen Robben           |     |
| 7          | MED        | Franck Ribéry          | 97' |
| 25         | DEL        | Thomas Müller          | 87' |
| 33         | DEL        | Mario Gómez            |     |
| Entrenador | Entrenador | Jupp Heynckes          |     |

| 1          | POR        | Petr Čech         |     |
| 4          | DEF        | David Luiz        |     |
| 24         | DEF        | Gary Cahill       |     |
| 3          | DEF        | Ashley Cole       |     |
| 17         | DEF        | José Bosingwa     |     |
| 12         | MED        | John Obi Mikel    |     |
| 8          | MED        | Frank Lampard     |     |
| 21         | MED        | Salomon Kalou     | 84' |
| 34         | MED        | Ryan Bertrand     | 73' |
| 10         | MED        | Juan Mata         |     |
| 11         | DEL        | Didier Drogba     |     |
| Entrenador | Entrenador | Roberto Di Matteo |     |

| 5  | MED | Daniel van Buyten | 87' |
| 10 | DEL | Ivica Olić        | 97' |

| 15 | MED | Florent Malouda | 73' |
| 9  | DEL | Fernando Torres | 84' |

| Anotado | 83' | Thomas Müller | 1-0 |

| Anotado | 88' | Didier Drogba | 1-1 |

| Philipp Lahm           | Acierto de penal        | 1:0 |                         |               |
|                        |                         | 1:0 | Fallo de penal (Parado) | Juan Mata     |
| Mario Gómez            | Acierto de penal        | 2:0 |                         |               |
|                        |                         | 2:1 | Acierto de penal        | David Luiz    |
| Manuel Neuer           | Acierto de penal        | 3:1 |                         |               |
|                        |                         | 3:2 | Acierto de penal        | Frank Lampard |
| Ivica Olić             | Fallo de penal (Parado) | 3:2 |                         |               |
|                        |                         | 3:3 | Acierto de penal        | Ashley Cole   |
| Bastian Schweinsteiger | Fallo de penal (poste)  | 3:3 |                         |               |
|                        |                         | 3:4 | Acierto de penal        | Didier Drogba |

| Amonestado | 2' | Bastian Schweinsteiger |

| Amonestado | 82'  | Ashley Cole     |
| Amonestado | 85'  | David Luiz      |
| Amonestado | 93'  | Didier Drogba   |
| Amonestado | 120' | Fernando Torres |

| Árbitro:             | Pedro Proença           |
| Árbitros asistentes: | Bertino Miranda         |
| Árbitros asistentes: | Ricardo Santos          |
| Cuarto árbitro:      | Carlos Velasco Carballo |
| Reporte              |                         |

|                                   |
| Bandera de Inglaterra             |
| Campeón Chelsea F. C. 1.er título |

## Goleadores
| Jugador                                  | Equipo            | Goles | Minutos |
| ---------------------------------------- | ----------------- | ----- | ------- |
| Lionel Messi                             | Barcelona         | 14    | 990'    |
| Mario Gómez                              | Bayern Múnich     | 12    | 1003'   |
| Cristiano Ronaldo                        | Real Madrid       | 10    | 930'    |
| Karim Benzema                            | Real Madrid       | 7     | 761'    |
| Didier Drogba                            | Chelsea           | 6     | 670'    |
| José Callejón                            | Real Madrid       | 5     | 306'    |
| Roberto Soldado                          | Valencia          | 5     | 515'    |
| Bafétimbi Gomis                          | Olympique de Lyon | 5     | 530'    |
| Alexander Frei                           | Basel             | 5     | 611'    |
| Seydou Doumbia                           | CSKA Moscú        | 5     | 611'    |
| Román Shirókov                           | Zenit             | 5     | 658'    |
| Edinson Cavani                           | Napoli            | 5     | 701'    |
| Última actualización: 19 de mayo de 2012 |                   |       |         |

## Asistencias
| Jugador                                  | Equipo            | Asistencias | Minutos |
| ---------------------------------------- | ----------------- | ----------- | ------- |
| Kaká                                     | Real Madrid       | 5           | 441'    |
| Karim Benzema                            | Real Madrid       | 5           | 761'    |
| Nicolás Gaitán                           | Benfica           | 5           | 810'    |
| Lionel Messi                             | Barcelona         | 5           | 990'    |
| Franck Ribéry                            | Bayern Múnich     | 5           | 1030'   |
| Isaac Cuenca                             | Barcelona         | 4           | 347'    |
| Marcelo                                  | Real Madrid       | 4           | 539'    |
| Fernando Torres                          | Chelsea           | 4           | 635'    |
| Zlatan Ibrahimović                       | Milan             | 4           | 720'    |
| Vágner Love                              | CSKA Moscú        | 3           | 540'    |
| Aly Cissokho                             | Olympique de Lyon | 3           | 660'    |
| Cesc Fàbregas                            | Barcelona         | 3           | 661'    |
| Ezequiel Lavezzi                         | Napoli            | 3           | 700'    |
| Konstantinos Charalambidis               | APOEL Nicosia     | 3           | 769'    |
| Mesut Özil                               | Real Madrid       | 3           | 806'    |
| Frank Lampard                            | Chelsea           | 3           | 843'    |
| Daniel Alves                             | Barcelona         | 3           | 855'    |
| Cristiano Ronaldo                        | Real Madrid       | 3           | 930'    |
| Juan Mata                                | Chelsea           | 3           | 948'    |
| Toni Kroos                               | Bayern Múnich     | 3           | 1073'   |
| Última actualización: 19 de mayo de 2012 |                   |             |         |

## Estadísticas generales
| Equipo | Equipo                | Pts | PJ | PG | PE | PP | GF | GC | DG  | Rend   |
| ------ | --------------------- | --- | -- | -- | -- | -- | -- | -- | --- | ------ |
| 1      | Chelsea               | 25  | 13 | 7  | 4  | 2  | 25 | 12 | 13  | 64,1 % |
| 2      | Bayern Múnich         | 26  | 13 | 8  | 2  | 3  | 26 | 11 | 15  | 66,7 % |
| 3      | Real Madrid           | 31  | 12 | 10 | 1  | 1  | 35 | 9  | 26  | 86,1 % |
| 4      | Barcelona             | 27  | 12 | 8  | 3  | 1  | 35 | 10 | 25  | 75 %   |
| 5      | Benfica               | 15  | 10 | 4  | 3  | 3  | 13 | 10 | 3   | 50,0 % |
| 6      | Milan                 | 13  | 10 | 3  | 4  | 3  | 16 | 14 | 2   | 43,3 % |
| 7      | Olympique de Marsella | 13  | 10 | 4  | 1  | 5  | 9  | 10 | -1  | 43,3 % |
| 8      | APOEL Nicosia         | 12  | 10 | 3  | 3  | 4  | 9  | 15 | -6  | 40,0 % |
| 9      | Napoli                | 14  | 8  | 4  | 2  | 3  | 14 | 11 | 3   | 58,3 % |
| 10     | Arsenal               | 14  | 8  | 4  | 2  | 2  | 10 | 10 | 0   | 58,3 % |
| 11     | Basilea               | 14  | 8  | 4  | 2  | 2  | 12 | 17 | -5  | 58,3 % |
| 12     | Inter de Milán        | 13  | 8  | 4  | 1  | 3  | 10 | 9  | 1   | 54,2 % |
| 13     | Zenit San Petersburgo | 12  | 8  | 3  | 3  | 2  | 10 | 9  | 1   | 50,0 % |
| 14     | Olympique de Lyon     | 11  | 8  | 3  | 2  | 3  | 10 | 8  | 2   | 45,8 % |
| 15     | Bayer Leverkusen      | 10  | 8  | 3  | 1  | 4  | 10 | 18 | -8  | 41,7 % |
| 16     | CSKA Moscú            | 9   | 8  | 2  | 3  | 3  | 11 | 13 | -2  | 37,5 % |
| 17     | Manchester City       | 10  | 6  | 3  | 1  | 2  | 9  | 6  | 3   | 55,5 % |
| 18     | Manchester United     | 9   | 6  | 2  | 3  | 1  | 11 | 8  | 3   | 50,0 % |
| 19     | Olympiacos            | 9   | 6  | 3  | 0  | 3  | 8  | 6  | 2   | 50,0 % |
| 20     | Valencia              | 8   | 6  | 2  | 2  | 2  | 12 | 7  | 5   | 44,4 % |
| 21     | Porto                 | 8   | 6  | 2  | 2  | 2  | 7  | 7  | 0   | 44,4 % |
| 22     | Ajax Ámsterdam        | 8   | 6  | 2  | 2  | 2  | 6  | 6  | 0   | 44,4 % |
| 23     | Trabzonspor           | 7   | 6  | 1  | 4  | 1  | 3  | 5  | -2  | 38,8 % |
| 24     | Lille                 | 6   | 6  | 1  | 3  | 2  | 6  | 6  | 0   | 33,3 % |
| 25     | Shakhtar Donetsk      | 5   | 6  | 1  | 2  | 3  | 6  | 8  | -2  | 27,7 % |
| 26     | Viktoria Plzeň        | 5   | 6  | 1  | 2  | 3  | 4  | 11 | -7  | 27,7 % |
| 27     | Borussia Dortmund     | 4   | 6  | 1  | 1  | 4  | 6  | 12 | -6  | 22,2 % |
| 28     | Genk                  | 3   | 6  | 0  | 3  | 3  | 2  | 16 | -14 | 16,6 % |
| 29     | BATE Borisov          | 2   | 6  | 0  | 2  | 4  | 2  | 14 | -12 | 11,1 % |
| 30     | Oțelul Galați         | 0   | 6  | 0  | 0  | 6  | 3  | 11 | -8  | 0,0 %  |
| 31     | Villarreal            | 0   | 6  | 0  | 0  | 6  | 2  | 14 | -12 | 0,0 %  |
| 32     | Dinamo Zagreb         | 0   | 6  | 0  | 0  | 6  | 3  | 22 | -19 | 0,0 %  |

- Nota: Si un equipo es eliminado en la fase de grupos o en una fase posterior, no se tienen en cuenta los puntos obtenidos en las rondas previas, si es que las disputó.
- En negrita el campeón del certamen.